# Tour d'Andalousie 2021
Le Tour d'Andalousie 2021 (officiellement : Ruta Del Sol Vuelta Ciclista a Andalucía 2021) est la 67e édition de cette course cycliste sur route masculine. Il a lieu du 18 au 22 mai 2021 en Andalousie, dans le sud de l'Espagne. Il se déroule sur cinq étapes entre Vera et Zahara de la Sierra sur un parcours de 809 kilomètres et fait partie du calendrier UCI ProSeries 2021 (deuxième niveau mondial) en catégorie 2.Pro. 

## Équipes participantes
16 équipes participent à ce Tour d'Andalousie - 9 WorldTeams et 7 ProTeams :
| WorldTeams (9)- Astana-Premier Tech - Team BikeExchange - Deceuninck-Quick Step - Ineos Grenadiers - Israel Start-Up Nation - Jumbo-Visma - Movistar Team - Trek-Segafredo - UAE Team Emirates ProTeams (7)- Alpecin-Fenix - Burgos-BH - Caja Rural-Seguros RGA - Euskaltel-Euskadi - Gazprom-RusVelo - Equipo Kern Pharma - Sport Vlaanderen-Baloise |
| |

## Étapes
| Étape     | Date   | Villes étapes                          | type                      | Distance (km) | Dénivelé (m) | Vainqueur d'étape  | Leader du classement général |
| --------- | ------ | -------------------------------------- | ------------------------- | ------------- | ------------ | ------------------ | ---------------------------- |
| 1re étape | 18 mai | La Cala de Mijas – Zahara de la Sierra | étape de moyenne montagne | 151,3         | 2 716 m      | Gonzalo Serrano    | Gonzalo Serrano              |
| 2e étape  | 19 mai | Iznájar – Alcalá la Real               | étape de moyenne montagne | 184,64        | 3 746 m      | Ethan Hayter       | Ethan Hayter                 |
| 3e étape  | 20 mai | Beas de Segura – Villarrodrigo         | étape de montagne         | 177           | 4 158 m      | Miguel Ángel López | Miguel Ángel López           |
| 4e étape  | 21 mai | Baza – Cúllar Vega                     | étape vallonnée           | 182,93        | 2 156 m      | André Greipel      | Miguel Ángel López           |
| 5e étape  | 22 mai | Vera – Pulpí                           | étape vallonnée           | 107,26        | 1 171 m      | Ethan Hayter       | Miguel Ángel López           |

## Déroulement de la course

### 1reétape
| \| Classement de l'étape \| Classement de l'étape \| Classement de l'étape \| Classement de l'étape \| Classement de l'étape \| \| Coureur \| Coureur \| Pays \| Équipe \| Temps \| \| --------------------- \| --------------------- \| --------------------- \| ---------------------- \| --------------------- \| \| 1er \| Gonzalo Serrano \| Espagne \| Movistar Team \| 3 h 54 min 25 s \| \| 2e \| Orluis Aular \| Venezuela \| Caja Rural-Seguros RGA \| + 0 s \| \| 3e \| Daryl Impey \| Afrique du Sud \| Israel Start-Up Nation \| + 0 s \| \| 4e \| Ethan Hayter \| Royaume-Uni \| Ineos Grenadiers \| + 0 s \| \| 5e \| Robert Stannard \| Australie \| BikeExchange \| + 3 s \| \| 6e \| Marco Canola \| Italie \| Gazprom-RusVelo \| + 3 s \| \| 7e \| Jefferson Cepeda \| Équateur \| Caja Rural-Seguros RGA \| + 3 s \| \| 8e \| Toms Skujiņš \| Lettonie \| Trek-Segafredo \| + 3 s \| \| 9e \| Miguel Ángel López \| Colombie \| Movistar Team \| + 3 s \| \| 10e \| Antwan Tolhoek \| Pays-Bas \| Jumbo-Visma \| + 3 s \| |                    |                |                        |                 |
| |                    |                |                        |                 |
| Source : ProCyclingStats |                    |                |                        |                 |
| Classement de l'étape |                    |                |                        |                 |
| Coureur | Coureur            | Pays           | Équipe                 | Temps           |
| 1er | Gonzalo Serrano    | Espagne        | Movistar Team          | 3 h 54 min 25 s |
| 2e | Orluis Aular       | Venezuela      | Caja Rural-Seguros RGA | + 0 s           |
| 3e | Daryl Impey        | Afrique du Sud | Israel Start-Up Nation | + 0 s           |
| 4e | Ethan Hayter       | Royaume-Uni    | Ineos Grenadiers       | + 0 s           |
| 5e | Robert Stannard    | Australie      | BikeExchange           | + 3 s           |
| 6e | Marco Canola       | Italie         | Gazprom-RusVelo        | + 3 s           |
| 7e | Jefferson Cepeda   | Équateur       | Caja Rural-Seguros RGA | + 3 s           |
| 8e | Toms Skujiņš       | Lettonie       | Trek-Segafredo         | + 3 s           |
| 9e | Miguel Ángel López | Colombie       | Movistar Team          | + 3 s           |
| 10e | Antwan Tolhoek     | Pays-Bas       | Jumbo-Visma            | + 3 s           |

| \| Classement général \| Classement général \| Classement général \| Classement général \| Classement général \| \| Coureur \| Coureur \| Pays \| Équipe \| Temps \| \| ------------------ \| ------------------ \| ------------------ \| ---------------------- \| ------------------ \| \| 1er \| Gonzalo Serrano \| Espagne \| Movistar Team \| 3 h 54 min 25 s \| \| 2e \| Orluis Aular \| Venezuela \| Caja Rural-Seguros RGA \| + 0 s \| \| 3e \| Daryl Impey \| Afrique du Sud \| Israel Start-Up Nation \| + 0 s \| \| 4e \| Ethan Hayter \| Royaume-Uni \| Ineos Grenadiers \| + 0 s \| \| 5e \| Robert Stannard \| Australie \| BikeExchange \| + 3 s \| \| 6e \| Marco Canola \| Italie \| Gazprom-RusVelo \| + 3 s \| \| 7e \| Jefferson Cepeda \| Équateur \| Caja Rural-Seguros RGA \| + 3 s \| \| 8e \| Toms Skujiņš \| Lettonie \| Trek-Segafredo \| + 3 s \| \| 9e \| Miguel Ángel López \| Colombie \| Movistar Team \| + 3 s \| \| 10e \| Antwan Tolhoek \| Pays-Bas \| Jumbo-Visma \| + 3 s \| |                    |                |                        |                 |
| |                    |                |                        |                 |
| Source : ProCyclingStats |                    |                |                        |                 |
| Classement général |                    |                |                        |                 |
| Coureur | Coureur            | Pays           | Équipe                 | Temps           |
| 1er | Gonzalo Serrano    | Espagne        | Movistar Team          | 3 h 54 min 25 s |
| 2e | Orluis Aular       | Venezuela      | Caja Rural-Seguros RGA | + 0 s           |
| 3e | Daryl Impey        | Afrique du Sud | Israel Start-Up Nation | + 0 s           |
| 4e | Ethan Hayter       | Royaume-Uni    | Ineos Grenadiers       | + 0 s           |
| 5e | Robert Stannard    | Australie      | BikeExchange           | + 3 s           |
| 6e | Marco Canola       | Italie         | Gazprom-RusVelo        | + 3 s           |
| 7e | Jefferson Cepeda   | Équateur       | Caja Rural-Seguros RGA | + 3 s           |
| 8e | Toms Skujiņš       | Lettonie       | Trek-Segafredo         | + 3 s           |
| 9e | Miguel Ángel López | Colombie       | Movistar Team          | + 3 s           |
| 10e | Antwan Tolhoek     | Pays-Bas       | Jumbo-Visma            | + 3 s           |

### 2eétape
| \| Classement de l'étape \| Classement de l'étape \| Classement de l'étape \| Classement de l'étape \| Classement de l'étape \| \| Coureur \| Coureur \| Pays \| Équipe \| Temps \| \| --------------------- \| ---------------------------- \| --------------------- \| ---------------------- \| --------------------- \| \| 1er \| Ethan Hayter \| Royaume-Uni \| Ineos Grenadiers \| 5 h 04 min 30 s \| \| 2e \| Miguel Ángel López \| Colombie \| Movistar Team \| + 7 s \| \| 3e \| Sven Erik Bystrøm \| Norvège \| UAE Team Emirates \| + 10 s \| \| 4e \| Carlos Rodríguez \| Espagne \| Ineos Grenadiers \| + 14 s \| \| 5e \| Julen Amézqueta \| Espagne \| Caja Rural-Seguros RGA \| + 14 s \| \| 6e \| Jonathan Lastra \| Espagne \| Caja Rural-Seguros RGA \| + 17 s \| \| 7e \| Robert Stannard \| Australie \| BikeExchange \| + 18 s \| \| 8e \| Óscar Rodríguez Garaicoechea \| Espagne \| Astana-Premier Tech \| + 23 s \| \| 9e \| Toms Skujiņš \| Lettonie \| Trek-Segafredo \| + 25 s \| \| 10e \| Roger Adrià \| Espagne \| Equipo Kern Pharma \| + 25 s \| |                              |             |                        |                 |
| |                              |             |                        |                 |
| Source : ProCyclingStats |                              |             |                        |                 |
| Classement de l'étape |                              |             |                        |                 |
| Coureur | Coureur                      | Pays        | Équipe                 | Temps           |
| 1er | Ethan Hayter                 | Royaume-Uni | Ineos Grenadiers       | 5 h 04 min 30 s |
| 2e | Miguel Ángel López           | Colombie    | Movistar Team          | + 7 s           |
| 3e | Sven Erik Bystrøm            | Norvège     | UAE Team Emirates      | + 10 s          |
| 4e | Carlos Rodríguez             | Espagne     | Ineos Grenadiers       | + 14 s          |
| 5e | Julen Amézqueta              | Espagne     | Caja Rural-Seguros RGA | + 14 s          |
| 6e | Jonathan Lastra              | Espagne     | Caja Rural-Seguros RGA | + 17 s          |
| 7e | Robert Stannard              | Australie   | BikeExchange           | + 18 s          |
| 8e | Óscar Rodríguez Garaicoechea | Espagne     | Astana-Premier Tech    | + 23 s          |
| 9e | Toms Skujiņš                 | Lettonie    | Trek-Segafredo         | + 25 s          |
| 10e | Roger Adrià                  | Espagne     | Equipo Kern Pharma     | + 25 s          |

| \| Classement général \| Classement général \| Classement général \| Classement général \| Classement général \| \| Coureur \| Coureur \| Pays \| Équipe \| Temps \| \| ------------------ \| ------------------ \| ------------------ \| ---------------------- \| ------------------ \| \| 1er \| Ethan Hayter \| Royaume-Uni \| Ineos Grenadiers \| 8 h 58 min 55 s \| \| 2e \| Miguel Ángel López \| Colombie \| Movistar Team \| + 10 s \| \| 3e \| Sven Erik Bystrøm \| Norvège \| UAE Team Emirates \| + 13 s \| \| 4e \| Jonathan Lastra \| Espagne \| Caja Rural-Seguros RGA \| + 20 s \| \| 5e \| Robert Stannard \| Australie \| BikeExchange \| + 21 s \| \| 6e \| Carlos Rodríguez \| Espagne \| Ineos Grenadiers \| + 21 s \| \| 7e \| Gonzalo Serrano \| Espagne \| Movistar Team \| + 25 s \| \| 8e \| Toms Skujiņš \| Lettonie \| Trek-Segafredo \| + 28 s \| \| 9e \| Antwan Tolhoek \| Pays-Bas \| Jumbo-Visma \| + 28 s \| \| 10e \| Daryl Impey \| Afrique du Sud \| Israel Start-Up Nation \| + 31 s \| |                    |                |                        |                 |
| |                    |                |                        |                 |
| Source : ProCyclingStats |                    |                |                        |                 |
| Classement général |                    |                |                        |                 |
| Coureur | Coureur            | Pays           | Équipe                 | Temps           |
| 1er | Ethan Hayter       | Royaume-Uni    | Ineos Grenadiers       | 8 h 58 min 55 s |
| 2e | Miguel Ángel López | Colombie       | Movistar Team          | + 10 s          |
| 3e | Sven Erik Bystrøm  | Norvège        | UAE Team Emirates      | + 13 s          |
| 4e | Jonathan Lastra    | Espagne        | Caja Rural-Seguros RGA | + 20 s          |
| 5e | Robert Stannard    | Australie      | BikeExchange           | + 21 s          |
| 6e | Carlos Rodríguez   | Espagne        | Ineos Grenadiers       | + 21 s          |
| 7e | Gonzalo Serrano    | Espagne        | Movistar Team          | + 25 s          |
| 8e | Toms Skujiņš       | Lettonie       | Trek-Segafredo         | + 28 s          |
| 9e | Antwan Tolhoek     | Pays-Bas       | Jumbo-Visma            | + 28 s          |
| 10e | Daryl Impey        | Afrique du Sud | Israel Start-Up Nation | + 31 s          |

### 3eétape
| \| Classement de l'étape \| Classement de l'étape \| Classement de l'étape \| Classement de l'étape \| Classement de l'étape \| \| Coureur \| Coureur \| Pays \| Équipe \| Temps \| \| --------------------- \| ---------------------------- \| --------------------- \| ---------------------- \| --------------------- \| \| 1er \| Miguel Ángel López \| Colombie \| Movistar Team \| 5 h 03 min 26 s \| \| 2e \| Antwan Tolhoek \| Pays-Bas \| Jumbo-Visma \| + 2 s \| \| 3e \| James Piccoli \| Canada \| Israel Start-Up Nation \| + 6 s \| \| 4e \| Julen Amézqueta \| Espagne \| Caja Rural-Seguros RGA \| + 17 s \| \| 5e \| Mikel Bizkarra \| Espagne \| Euskaltel-Euskadi \| + 28 s \| \| 6e \| Héctor Carretero \| Espagne \| Movistar Team \| + 1 min 25 s \| \| 7e \| Carlos Rodríguez \| Espagne \| Ineos Grenadiers \| + 1 min 29 s \| \| 8e \| Toms Skujiņš \| Lettonie \| Trek-Segafredo \| + 1 min 29 s \| \| 9e \| Jonathan Lastra \| Espagne \| Caja Rural-Seguros RGA \| + 1 min 41 s \| \| 10e \| Óscar Rodríguez Garaicoechea \| Espagne \| Astana-Premier Tech \| + 2 min 07 s \| |                              |          |                        |                 |
| |                              |          |                        |                 |
| Source : ProCyclingStats |                              |          |                        |                 |
| Classement de l'étape |                              |          |                        |                 |
| Coureur | Coureur                      | Pays     | Équipe                 | Temps           |
| 1er | Miguel Ángel López           | Colombie | Movistar Team          | 5 h 03 min 26 s |
| 2e | Antwan Tolhoek               | Pays-Bas | Jumbo-Visma            | + 2 s           |
| 3e | James Piccoli                | Canada   | Israel Start-Up Nation | + 6 s           |
| 4e | Julen Amézqueta              | Espagne  | Caja Rural-Seguros RGA | + 17 s          |
| 5e | Mikel Bizkarra               | Espagne  | Euskaltel-Euskadi      | + 28 s          |
| 6e | Héctor Carretero             | Espagne  | Movistar Team          | + 1 min 25 s    |
| 7e | Carlos Rodríguez             | Espagne  | Ineos Grenadiers       | + 1 min 29 s    |
| 8e | Toms Skujiņš                 | Lettonie | Trek-Segafredo         | + 1 min 29 s    |
| 9e | Jonathan Lastra              | Espagne  | Caja Rural-Seguros RGA | + 1 min 41 s    |
| 10e | Óscar Rodríguez Garaicoechea | Espagne  | Astana-Premier Tech    | + 2 min 07 s    |

| \| Classement général \| Classement général \| Classement général \| Classement général \| Classement général \| \| Coureur \| Coureur \| Pays \| Équipe \| Temps \| \| ------------------ \| ---------------------------- \| ------------------ \| ---------------------- \| ------------------ \| \| 1er \| Miguel Ángel López \| Colombie \| Movistar Team \| 14 h 02 min 31 s \| \| 2e \| Antwan Tolhoek \| Pays-Bas \| Jumbo-Visma \| + 20 s \| \| 3e \| Julen Amézqueta \| Espagne \| Caja Rural-Seguros RGA \| + 55 s \| \| 4e \| Carlos Rodríguez \| Espagne \| Ineos Grenadiers \| + 1 min 40 s \| \| 5e \| Toms Skujiņš \| Lettonie \| Trek-Segafredo \| + 1 min 47 s \| \| 6e \| James Piccoli \| Canada \| Israel Start-Up Nation \| + 1 min 50 s \| \| 7e \| Jonathan Lastra \| Espagne \| Caja Rural-Seguros RGA \| + 1 min 51 s \| \| 8e \| Mikel Bizkarra \| Espagne \| Euskaltel-Euskadi \| + 1 min 52 s \| \| 9e \| Ethan Hayter \| Royaume-Uni \| Ineos Grenadiers \| + 2 min 13 s \| \| 10e \| Óscar Rodríguez Garaicoechea \| Espagne \| Astana-Premier Tech \| + 2 min 40 s \| |                              |             |                        |                  |
| |                              |             |                        |                  |
| Source : ProCyclingStats |                              |             |                        |                  |
| Classement général |                              |             |                        |                  |
| Coureur | Coureur                      | Pays        | Équipe                 | Temps            |
| 1er | Miguel Ángel López           | Colombie    | Movistar Team          | 14 h 02 min 31 s |
| 2e | Antwan Tolhoek               | Pays-Bas    | Jumbo-Visma            | + 20 s           |
| 3e | Julen Amézqueta              | Espagne     | Caja Rural-Seguros RGA | + 55 s           |
| 4e | Carlos Rodríguez             | Espagne     | Ineos Grenadiers       | + 1 min 40 s     |
| 5e | Toms Skujiņš                 | Lettonie    | Trek-Segafredo         | + 1 min 47 s     |
| 6e | James Piccoli                | Canada      | Israel Start-Up Nation | + 1 min 50 s     |
| 7e | Jonathan Lastra              | Espagne     | Caja Rural-Seguros RGA | + 1 min 51 s     |
| 8e | Mikel Bizkarra               | Espagne     | Euskaltel-Euskadi      | + 1 min 52 s     |
| 9e | Ethan Hayter                 | Royaume-Uni | Ineos Grenadiers       | + 2 min 13 s     |
| 10e | Óscar Rodríguez Garaicoechea | Espagne     | Astana-Premier Tech    | + 2 min 40 s     |

### 4eétape
| \| Classement de l'étape \| Classement de l'étape \| Classement de l'étape \| Classement de l'étape \| Classement de l'étape \| \| Coureur \| Coureur \| Pays \| Équipe \| Temps \| \| --------------------- \| --------------------- \| --------------------- \| ---------------------- \| --------------------- \| \| 1er \| André Greipel \| Allemagne \| Israel Start-Up Nation \| 4 h 37 min 12 s \| \| 2e \| Álvaro Hodeg \| Colombie \| Deceuninck-Quick Step \| + 0 s \| \| 3e \| Mads Pedersen \| Danemark \| Trek-Segafredo \| + 0 s \| \| 4e \| Alexander Kristoff \| Norvège \| UAE Team Emirates \| + 0 s \| \| 5e \| Alex Kirsch \| Luxembourg \| Trek-Segafredo \| + 0 s \| \| 6e \| Rick Zabel \| Allemagne \| Israel Start-Up Nation \| + 0 s \| \| 7e \| Enrique Sanz \| Espagne \| Equipo Kern Pharma \| + 0 s \| \| 8e \| Ethan Hayter \| Royaume-Uni \| Ineos Grenadiers \| + 0 s \| \| 9e \| Alexander Konychev \| Italie \| BikeExchange \| + 0 s \| \| 10e \| Tobias Bayer \| Autriche \| Alpecin-Fenix \| + 0 s \| |                    |             |                        |                 |
| |                    |             |                        |                 |
| Source : ProCyclingStats |                    |             |                        |                 |
| Classement de l'étape |                    |             |                        |                 |
| Coureur | Coureur            | Pays        | Équipe                 | Temps           |
| 1er | André Greipel      | Allemagne   | Israel Start-Up Nation | 4 h 37 min 12 s |
| 2e | Álvaro Hodeg       | Colombie    | Deceuninck-Quick Step  | + 0 s           |
| 3e | Mads Pedersen      | Danemark    | Trek-Segafredo         | + 0 s           |
| 4e | Alexander Kristoff | Norvège     | UAE Team Emirates      | + 0 s           |
| 5e | Alex Kirsch        | Luxembourg  | Trek-Segafredo         | + 0 s           |
| 6e | Rick Zabel         | Allemagne   | Israel Start-Up Nation | + 0 s           |
| 7e | Enrique Sanz       | Espagne     | Equipo Kern Pharma     | + 0 s           |
| 8e | Ethan Hayter       | Royaume-Uni | Ineos Grenadiers       | + 0 s           |
| 9e | Alexander Konychev | Italie      | BikeExchange           | + 0 s           |
| 10e | Tobias Bayer       | Autriche    | Alpecin-Fenix          | + 0 s           |

| \| Classement général \| Classement général \| Classement général \| Classement général \| Classement général \| \| Coureur \| Coureur \| Pays \| Équipe \| Temps \| \| ------------------ \| ---------------------------- \| ------------------ \| ---------------------- \| ------------------ \| \| 1er \| Miguel Ángel López \| Colombie \| Movistar Team \| 18 h 39 min 43 s \| \| 2e \| Antwan Tolhoek \| Pays-Bas \| Jumbo-Visma \| + 20 s \| \| 3e \| Julen Amézqueta \| Espagne \| Caja Rural-Seguros RGA \| + 55 s \| \| 4e \| Carlos Rodríguez \| Espagne \| Ineos Grenadiers \| + 1 min 40 s \| \| 5e \| Toms Skujiņš \| Lettonie \| Trek-Segafredo \| + 1 min 47 s \| \| 6e \| Jonathan Lastra \| Espagne \| Caja Rural-Seguros RGA \| + 1 min 51 s \| \| 7e \| James Piccoli \| Canada \| Israel Start-Up Nation \| + 1 min 58 s \| \| 8e \| Ethan Hayter \| Royaume-Uni \| Ineos Grenadiers \| + 2 min 13 s \| \| 9e \| Mikel Bizkarra \| Espagne \| Euskaltel-Euskadi \| + 2 min 20 s \| \| 10e \| Óscar Rodríguez Garaicoechea \| Espagne \| Astana-Premier Tech \| + 2 min 48 s \| |                              |             |                        |                  |
| |                              |             |                        |                  |
| Source : ProCyclingStats |                              |             |                        |                  |
| Classement général |                              |             |                        |                  |
| Coureur | Coureur                      | Pays        | Équipe                 | Temps            |
| 1er | Miguel Ángel López           | Colombie    | Movistar Team          | 18 h 39 min 43 s |
| 2e | Antwan Tolhoek               | Pays-Bas    | Jumbo-Visma            | + 20 s           |
| 3e | Julen Amézqueta              | Espagne     | Caja Rural-Seguros RGA | + 55 s           |
| 4e | Carlos Rodríguez             | Espagne     | Ineos Grenadiers       | + 1 min 40 s     |
| 5e | Toms Skujiņš                 | Lettonie    | Trek-Segafredo         | + 1 min 47 s     |
| 6e | Jonathan Lastra              | Espagne     | Caja Rural-Seguros RGA | + 1 min 51 s     |
| 7e | James Piccoli                | Canada      | Israel Start-Up Nation | + 1 min 58 s     |
| 8e | Ethan Hayter                 | Royaume-Uni | Ineos Grenadiers       | + 2 min 13 s     |
| 9e | Mikel Bizkarra               | Espagne     | Euskaltel-Euskadi      | + 2 min 20 s     |
| 10e | Óscar Rodríguez Garaicoechea | Espagne     | Astana-Premier Tech    | + 2 min 48 s     |

### 5eétape
| \| Classement de l'étape \| Classement de l'étape \| Classement de l'étape \| Classement de l'étape \| Classement de l'étape \| \| Coureur \| Coureur \| Pays \| Équipe \| Temps \| \| --------------------- \| ---------------------------- \| --------------------- \| --------------------- \| --------------------- \| \| 1er \| Ethan Hayter \| Royaume-Uni \| Ineos Grenadiers \| 2 h 27 min 12 s \| \| 2e \| Philipp Walsleben \| Allemagne \| Alpecin-Fenix \| + 0 s \| \| 3e \| Toms Skujiņš \| Lettonie \| Trek-Segafredo \| + 0 s \| \| 4e \| Miguel Ángel López \| Colombie \| Movistar Team \| + 0 s \| \| 5e \| Sven Erik Bystrøm \| Norvège \| UAE Team Emirates \| + 0 s \| \| 6e \| Gonzalo Serrano \| Espagne \| Movistar Team \| + 0 s \| \| 7e \| Óscar Rodríguez Garaicoechea \| Espagne \| Astana-Premier Tech \| + 0 s \| \| 8e \| Antwan Tolhoek \| Pays-Bas \| Jumbo-Visma \| + 0 s \| \| 9e \| Tsgabu Grmay \| Éthiopie \| BikeExchange \| + 0 s \| \| 10e \| Carlos Rodríguez \| Espagne \| Ineos Grenadiers \| + 3 s \| |                              |             |                     |                 |
| |                              |             |                     |                 |
| Source : ProCyclingStats |                              |             |                     |                 |
| Classement de l'étape |                              |             |                     |                 |
| Coureur | Coureur                      | Pays        | Équipe              | Temps           |
| 1er | Ethan Hayter                 | Royaume-Uni | Ineos Grenadiers    | 2 h 27 min 12 s |
| 2e | Philipp Walsleben            | Allemagne   | Alpecin-Fenix       | + 0 s           |
| 3e | Toms Skujiņš                 | Lettonie    | Trek-Segafredo      | + 0 s           |
| 4e | Miguel Ángel López           | Colombie    | Movistar Team       | + 0 s           |
| 5e | Sven Erik Bystrøm            | Norvège     | UAE Team Emirates   | + 0 s           |
| 6e | Gonzalo Serrano              | Espagne     | Movistar Team       | + 0 s           |
| 7e | Óscar Rodríguez Garaicoechea | Espagne     | Astana-Premier Tech | + 0 s           |
| 8e | Antwan Tolhoek               | Pays-Bas    | Jumbo-Visma         | + 0 s           |
| 9e | Tsgabu Grmay                 | Éthiopie    | BikeExchange        | + 0 s           |
| 10e | Carlos Rodríguez             | Espagne     | Ineos Grenadiers    | + 3 s           |

## Classements finals

### Classement général final
| \| Classement général \| Classement général \| Classement général \| Classement général \| Classement général \| \| Coureur \| Coureur \| Pays \| Équipe \| Temps \| \| ------------------ \| ---------------------------- \| ------------------ \| ---------------------- \| ------------------ \| \| 1er \| Miguel Ángel López \| Colombie \| Movistar Team \| 21 h 06 min 55 s \| \| 2e \| Antwan Tolhoek \| Pays-Bas \| Jumbo-Visma \| + 20 s \| \| 3e \| Julen Amézqueta \| Espagne \| Caja Rural-Seguros RGA \| + 1 min 10 s \| \| 4e \| Carlos Rodríguez \| Espagne \| Ineos Grenadiers \| + 1 min 43 s \| \| 5e \| Toms Skujiņš \| Lettonie \| Trek-Segafredo \| + 1 min 47 s \| \| 6e \| Jonathan Lastra \| Espagne \| Caja Rural-Seguros RGA \| + 2 min 06 s \| \| 7e \| Ethan Hayter \| Royaume-Uni \| Ineos Grenadiers \| + 2 min 13 s \| \| 8e \| James Piccoli \| Canada \| Israel Start-Up Nation \| + 2 min 24 s \| \| 9e \| Mikel Bizkarra \| Espagne \| Euskaltel-Euskadi \| + 2 min 44 s \| \| 10e \| Óscar Rodríguez Garaicoechea \| Espagne \| Astana-Premier Tech \| + 2 min 48 s \| |                              |             |                        |                  |
| |                              |             |                        |                  |
| Source : ProCyclingStats |                              |             |                        |                  |
| Classement général |                              |             |                        |                  |
| Coureur | Coureur                      | Pays        | Équipe                 | Temps            |
| 1er | Miguel Ángel López           | Colombie    | Movistar Team          | 21 h 06 min 55 s |
| 2e | Antwan Tolhoek               | Pays-Bas    | Jumbo-Visma            | + 20 s           |
| 3e | Julen Amézqueta              | Espagne     | Caja Rural-Seguros RGA | + 1 min 10 s     |
| 4e | Carlos Rodríguez             | Espagne     | Ineos Grenadiers       | + 1 min 43 s     |
| 5e | Toms Skujiņš                 | Lettonie    | Trek-Segafredo         | + 1 min 47 s     |
| 6e | Jonathan Lastra              | Espagne     | Caja Rural-Seguros RGA | + 2 min 06 s     |
| 7e | Ethan Hayter                 | Royaume-Uni | Ineos Grenadiers       | + 2 min 13 s     |
| 8e | James Piccoli                | Canada      | Israel Start-Up Nation | + 2 min 24 s     |
| 9e | Mikel Bizkarra               | Espagne     | Euskaltel-Euskadi      | + 2 min 44 s     |
| 10e | Óscar Rodríguez Garaicoechea | Espagne     | Astana-Premier Tech    | + 2 min 48 s     |

### Classements annexes
| Classement par points | Classement par points        | Classement par points | Classement par points  | Classement par points |
| Coureur               | Coureur                      | Pays                  | Équipe                 | Points                |
| --------------------- | ---------------------------- | --------------------- | ---------------------- | --------------------- |
| 1er                   | Ethan Hayter                 | Royaume-Uni           | Ineos Grenadiers       | 76 pts                |
| 2e                    | Miguel Ángel López           | Colombie              | Movistar Team          | 66 pts                |
| 3e                    | Gonzalo Serrano              | Espagne               | Movistar Team          | 40 pts                |
| 4e                    | Toms Skujiņš                 | Lettonie              | Trek-Segafredo         | 39 pts                |
| 5e                    | Antwan Tolhoek               | Pays-Bas              | Jumbo-Visma            | 38 pts                |
| 6e                    | Sven Erik Bystrøm            | Norvège               | UAE Team Emirates      | 33 pts                |
| 7e                    | Carlos Rodríguez             | Espagne               | Ineos Grenadiers       | 29 pts                |
| 8e                    | Julen Amézqueta              | Espagne               | Caja Rural-Seguros RGA | 26 pts                |
| 9e                    | André Greipel                | Allemagne             | Israel Start-Up Nation | 25 pts                |
| 10e                   | Óscar Rodríguez Garaicoechea | Espagne               | Astana-Premier Tech    | 23 pts                |

| Classement par points | Classement par points        | Classement par points | Classement par points  | Classement par points |
| Coureur               | Coureur                      | Pays                  | Équipe                 | Points                |
| --------------------- | ---------------------------- | --------------------- | ---------------------- | --------------------- |
| 1er                   | Ethan Hayter                 | Royaume-Uni           | Ineos Grenadiers       | 76 pts                |
| 2e                    | Miguel Ángel López           | Colombie              | Movistar Team          | 66 pts                |
| 3e                    | Gonzalo Serrano              | Espagne               | Movistar Team          | 40 pts                |
| 4e                    | Toms Skujiņš                 | Lettonie              | Trek-Segafredo         | 39 pts                |
| 5e                    | Antwan Tolhoek               | Pays-Bas              | Jumbo-Visma            | 38 pts                |
| 6e                    | Sven Erik Bystrøm            | Norvège               | UAE Team Emirates      | 33 pts                |
| 7e                    | Carlos Rodríguez             | Espagne               | Ineos Grenadiers       | 29 pts                |
| 8e                    | Julen Amézqueta              | Espagne               | Caja Rural-Seguros RGA | 26 pts                |
| 9e                    | André Greipel                | Allemagne             | Israel Start-Up Nation | 25 pts                |
| 10e                   | Óscar Rodríguez Garaicoechea | Espagne               | Astana-Premier Tech    | 23 pts                |

| Classement de la montagne | Classement de la montagne | Classement de la montagne | Classement de la montagne | Classement de la montagne |
| Coureur                   | Coureur                   | Pays                      | Équipe                    | Points                    |
| ------------------------- | ------------------------- | ------------------------- | ------------------------- | ------------------------- |
| 1er                       | Luis Ángel Maté           | Espagne                   | Euskaltel-Euskadi         | 33 pts                    |
| 2e                        | Rui Oliveira              | Portugal                  | UAE Team Emirates         | 27 pts                    |
| 3e                        | Thomas Sprengers          | Belgique                  | Sport Vlaanderen-Baloise  | 15 pts                    |
| 4e                        | Héctor Carretero          | Espagne                   | Movistar Team             | 12 pts                    |
| 5e                        | Álvaro Cuadros            | Espagne                   | Caja Rural-Seguros RGA    | 11 pts                    |
| 6e                        | Miguel Ángel López        | Colombie                  | Movistar Team             | 10 pts                    |
| 7e                        | Urko Berrade              | Espagne                   | Equipo Kern Pharma        | 8 pts                     |
| 8e                        | Nikita Stalnow            | Kazakhstan                | Astana-Premier Tech       | 8 pts                     |
| 9e                        | Antonio Jesús Soto        | Espagne                   | Euskaltel-Euskadi         | 8 pts                     |
| 10e                       | Julen Amézqueta           | Espagne                   | Caja Rural-Seguros RGA    | 7 pts                     |

| Classement de la montagne | Classement de la montagne | Classement de la montagne | Classement de la montagne | Classement de la montagne |
| Coureur                   | Coureur                   | Pays                      | Équipe                    | Points                    |
| ------------------------- | ------------------------- | ------------------------- | ------------------------- | ------------------------- |
| 1er                       | Luis Ángel Maté           | Espagne                   | Euskaltel-Euskadi         | 33 pts                    |
| 2e                        | Rui Oliveira              | Portugal                  | UAE Team Emirates         | 27 pts                    |
| 3e                        | Thomas Sprengers          | Belgique                  | Sport Vlaanderen-Baloise  | 15 pts                    |
| 4e                        | Héctor Carretero          | Espagne                   | Movistar Team             | 12 pts                    |
| 5e                        | Álvaro Cuadros            | Espagne                   | Caja Rural-Seguros RGA    | 11 pts                    |
| 6e                        | Miguel Ángel López        | Colombie                  | Movistar Team             | 10 pts                    |
| 7e                        | Urko Berrade              | Espagne                   | Equipo Kern Pharma        | 8 pts                     |
| 8e                        | Nikita Stalnow            | Kazakhstan                | Astana-Premier Tech       | 8 pts                     |
| 9e                        | Antonio Jesús Soto        | Espagne                   | Euskaltel-Euskadi         | 8 pts                     |
| 10e                       | Julen Amézqueta           | Espagne                   | Caja Rural-Seguros RGA    | 7 pts                     |

#### Classement par équipes
| Classement par équipes | Classement par équipes | Classement par équipes | Classement par équipes |
| Équipe                 | Équipe                 | Pays                   | Temps                  |
| ---------------------- | ---------------------- | ---------------------- | ---------------------- |
| 1re                    | Caja Rural-Seguros RGA | Espagne                | 56 h 04 min 30 s       |
| 2e                     | Movistar Team          | Espagne                | + 37 s                 |
| 3e                     | Ineos Grenadiers       | Royaume-Uni            | + 5 min 56 s           |
| 4e                     | Trek-Segafredo         | États-Unis             | + 6 min 17 s           |
| 5e                     | Team BikeExchange      | Australie              | + 7 min 04 s           |
| 6e                     | Astana-Premier Tech    | Kazakhstan             | + 9 min 06 s           |
| 7e                     | Jumbo-Visma            | Pays-Bas               | + 9 min 16 s           |
| 8e                     | Euskaltel-Euskadi      | Espagne                | + 10 min 53 s          |
| 9e                     | Burgos-BH              | Espagne                | + 14 min 58 s          |
| 10e                    | Israel Start-Up Nation | Israël                 | + 17 min 28 s          |

### Classement UCI
La course attribue des points au Classement mondial UCI 2021 selon le barème suivant.
| Position           | 1er | 2e  | 3e  | 4e  | 5e | 6e | 7e | 8e | 9e | 10e | 11e | 12e | 13e | 14e | 15e | 16e à 30e | 31e à 40e |
| Classement général | 200 | 150 | 125 | 100 | 85 | 70 | 60 | 50 | 40 | 35  | 30  | 25  | 20  | 15  | 10  | 5         | 3         |
| Par étape          | 20  | 10  | 5   |     |    |    |    |    |    |     |     |     |     |     |     |           |           |
| Leader, par étape  | 5   |     |     |     |    |    |    |    |    |     |     |     |     |     |     |           |           |

## Évolution des classements
| Étape            | Vainqueur          | Classement général | Classement par points | Classement de la montagne | Classement des metas volantes | Classement du meilleur Andalou | Classement du meilleur Espagnol |
| ---------------- | ------------------ | ------------------ | --------------------- | ------------------------- | ----------------------------- | ------------------------------ | ------------------------------- |
| 1                | Gonzalo Serrano    | Gonzalo Serrano    | Gonzalo Serrano       | Rui Oliveira              | Thomas Sprengers              | Luis Ángel Maté                | Gonzalo Serrano                 |
| 2                | Ethan Hayter       | Ethan Hayter       | Ethan Hayter          | Rui Oliveira              | Aaron Van Poucke              | Carlos Rodríguez               | Jonathan Lastra                 |
| 3                | Miguel Ángel López | Miguel Ángel López | Miguel Ángel López    | Luis Ángel Maté           | Thomas Sprengers              | Carlos Rodríguez               | Julen Amézqueta                 |
| 4                | André Greipel      | Miguel Ángel López | Miguel Ángel López    | Luis Ángel Maté           | Thomas Sprengers              | Carlos Rodríguez               | Julen Amézqueta                 |
| 5                | Ethan Hayter       | Miguel Ángel López | Ethan Hayter          | Luis Ángel Maté           | Thomas Sprengers              | Carlos Rodríguez               | Julen Amézqueta                 |
| Classement final | Classement final   | Miguel Ángel López | Ethan Hayter          | Luis Ángel Maté           | Thomas Sprengers              | Carlos Rodríguez               | Julen Amézqueta                 |